# Bovoidea
Bovoidea – nadrodzina ssaków kopytnych z infrarzędu Pecora w rzędzie parzystokopytnych (Atriodactyla).

## Podział systematyczny
Do nadrodziny należą dwie rodziny:
- Moschidae J.E. Gray, 1821 – piżmowcowate
- Bovidae J.E. Gray, 1821 – wołowate